# Lóvész
Lóvész (románul Livezi) falu Romániában, Hargita megyében.

## Fekvése
A Csíkszeredától 18 km-re északkeletre fekvő, a Rákos-patak menti apró dombokon szétszórt falu.

## Története
Moldvából betelepített családok lakják. Első említése 1721-ben történik.
Csíkszentmihályhoz tartozik, melytől 6 km-re északkeletre van.
Neve olyan erdőirtást jelent, ahol lovakat legeltettek.
1910-ben 334, 1992-ben 576 román lakosa volt. A trianoni békeszerződésig Csík vármegye Szépvízi járásához tartozott.

## Látnivalók
Nevezetessége a Karakó-híd, Románia legnagyobb vasbeton vasúti hídja.

## Képek

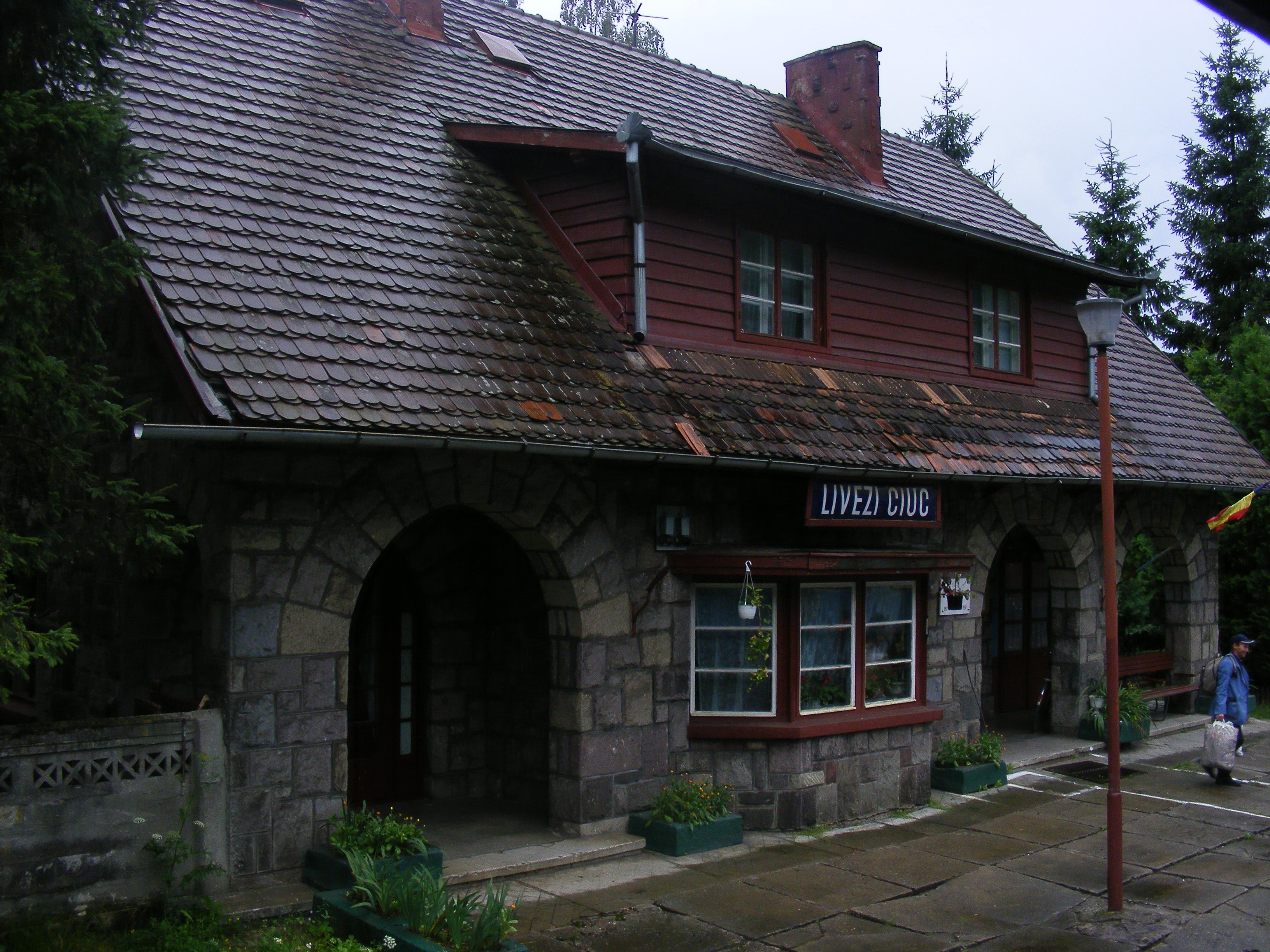
Állomás lóvészen
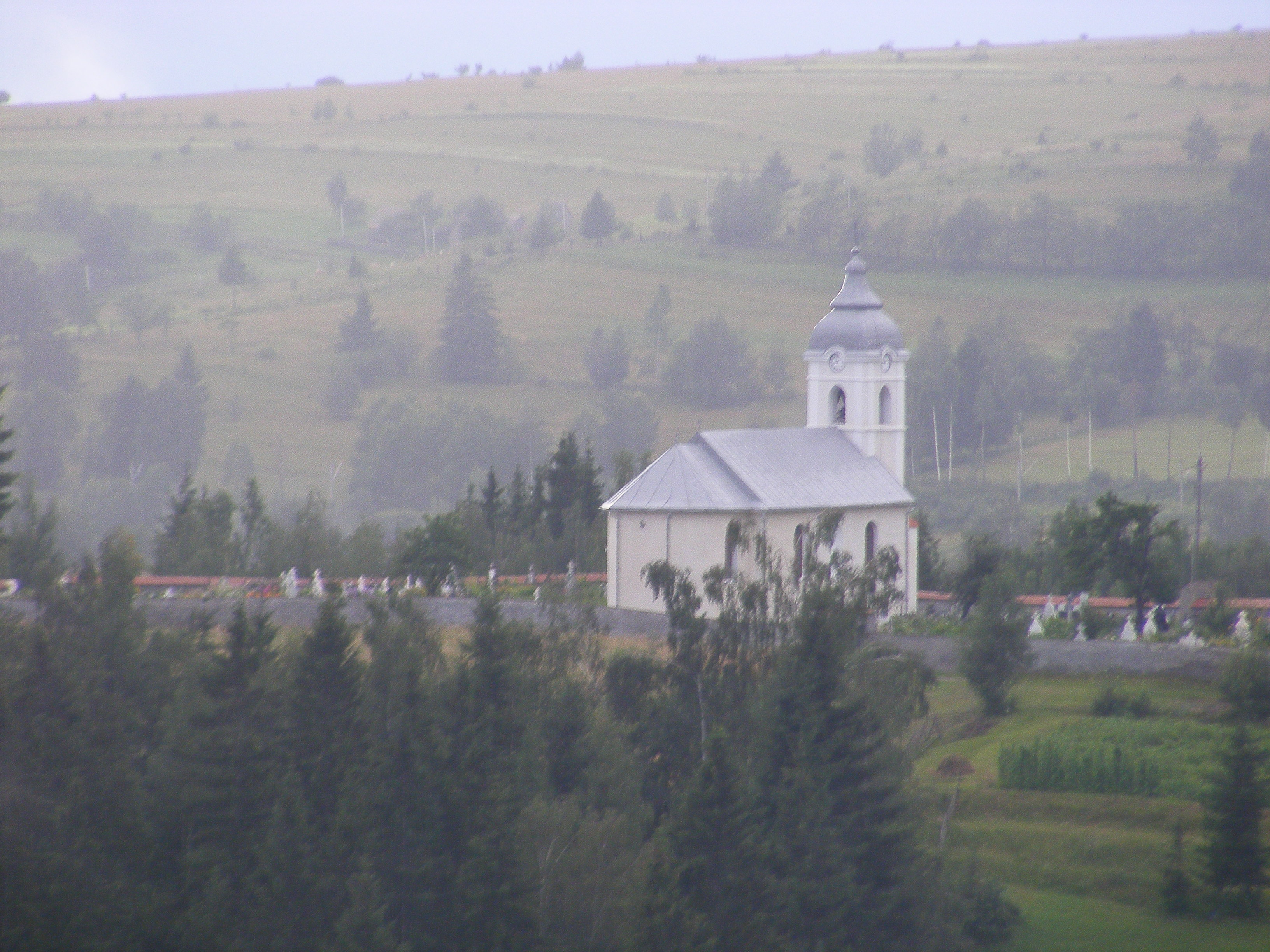
Ortodox templom
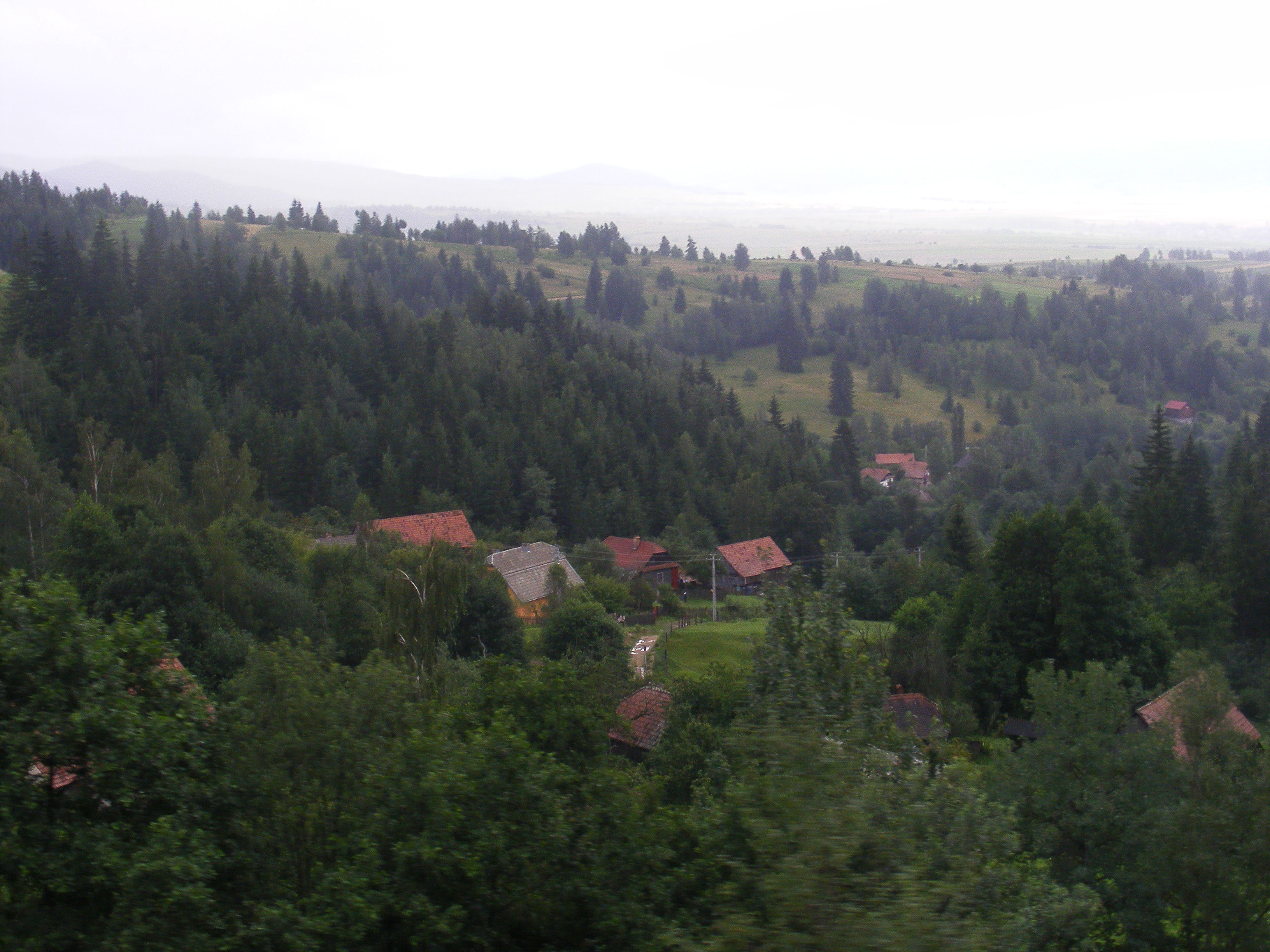
lóvészi házak